# スペースX COTS実証飛行1
スペースX COTS実証飛行1（SpaceX COTS Demo Flight 1）は、スペースXが製造したドラゴン貨物宇宙船の初めての軌道宇宙飛行であり、ファルコン9ロケットの2回目の完全な飛行だった。また、NASAの商業軌道輸送サービス（COTS）計画の初めての実証飛行でもあった。このミッションの第一の目的はドラゴンカプセルの軌道マヌーバと再突入をテストすることにあった。また、ファルコン9の不具合、特に1回目の打ち上げで発生した第1段の予期せぬローリングについての改善の確認も目的としていた。離昇は2010年12月8日の15:43 UTCに行われた。
このミッションの成功によって、スペースXは宇宙船のテスト計画を進めることが可能となった。ファルコン9の打ち上げが2回連続で「ほぼ完璧」であり、最初のドラゴンカプセルのテストも満足いくものであったので、スペースXは「残り2回のCOTSミッションに設定された目標を組み合わせ……次のフライトでISSへの係留を許可するようにNASAに要請」した。この複合テストミッションは2012年5月に完了し、その目的を達成したことで、商業補給サービス（CRS）契約に基づくドラゴンによる国際宇宙ステーション（ISS）への定期的な貨物輸送への道が開かれた。商業飛行は2012年10月のCRS-1から開始された。

## COTS契約
2006年8月18日に、NASAはスペースXが国際宇宙ステーションへの人員輸送オプションのある貨物輸送と、の実証を行うためのNASAの商業軌道輸送サービス（COTS）契約を勝ち取ったことを発表した。新しいロケットブースター開発のための着手資金を提供するためにNASAが設定したこの契約で、スペースXに3回の実証打ち上げを行うマイルストーンごとの奨励金を伴う、ファルコン9ロケット開発のための2億7800万ドルが支払われた。COTS実証飛行1は、この契約での初めての打ち上げだった。NASAとの当初の契約では、COTS実証飛行1は2008年第2四半期に実施されることになっていたが、何度かの延期の後に2010年12月に実施された。
NASAとのCOTS契約とは別に、スペースXはNASAのISSへの商業補給サービス（CRS）契約も獲得した。契約額は16億ドルで、NASAは追加ミッションの発注を選択でき、契約総額は最大31億ドルとなる。

## 打ち上げ準備

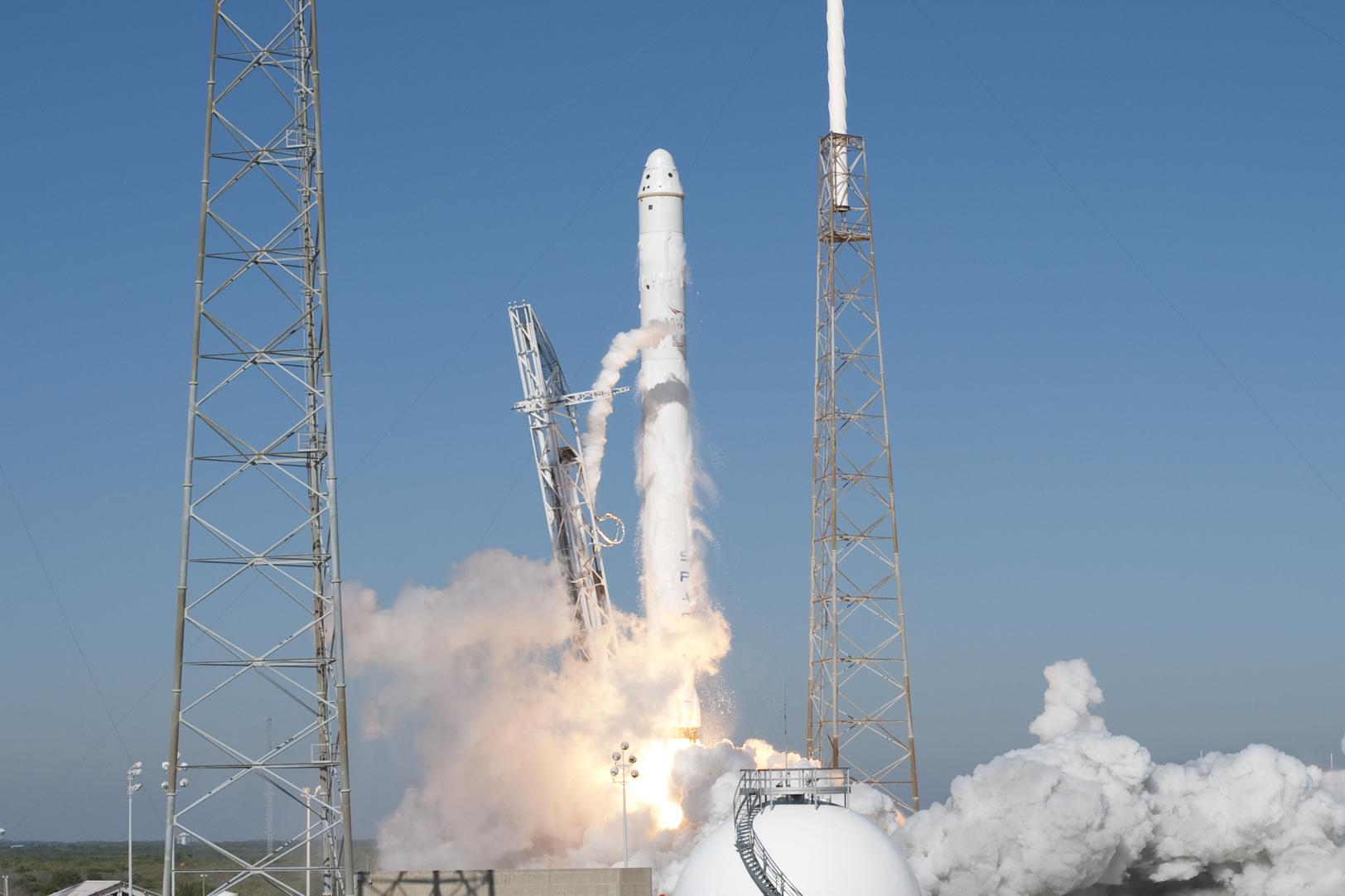
ファルコン9の打ち上げ

ファルコンの第1および第2段とドラゴンカプセルはカリフォルニア州ホーソーンのスペースXの製造施設で建造され、2010年7月と8月にケープ・カナベラルのスペースXの施設に輸送された。
打ち上げ目標日は当初の2008年から2010年末にスケジュール変更され、COTS実証飛行2および3は2011年にスケジュール変更された。
全体でのウェット・ドレス・リハーサルは2010年9月15日に設定され、目標打ち上げ日は2010年12月7日以降とされた。
2010年11月22日、スペースX社は連邦航空局の商業宇宙輸送局から宇宙船再突入のライセンスを取得したと発表した。このようなライセンスが民間企業に発行されるのは初めてである。
地上燃焼試験は2010年12月4日にスペースXによって成功裡に実施された。最初の2回は自動的に中止されたため、今回が3回目の試みとなった。最初の試みは2010年12月3日に行われたが、高圧力の測定値が出たため、点火の1秒前にテストは自動的に中止された。
飛行は2010年12月7日に進められたが、第2段のマーリンエンジンの真空ノズルのニオブ製延長部外側に複数のクラックが認められた。結果として生じる性能の低下は致命的なものではなかったため、ノズルから必要のない6インチを切り落とすことが決定された 。

## 打ち上げ
最終的に打ち上げは2010年12月8日に予定され、宇宙船の追跡と通信に使用されるNASAの追跡・データ中継衛星（TDRS）ネットワークの利用可能性に基づき14:00から14:06、15:38から15:43および17:16から17:24 UTCの3つの打ち上げウィンドウが用意された。1回目の試みは、当初は最初のウィンドウの中間の１４：０３ UTCに予定されていたが、ウィンドウの終わりの14:06 UtCに変更された。この試みは、異常なテレメトリーデータのために秒読みT-02:48に中止された。
打ち上げは15:43 UTCに変更され、成功した。第1段のエンジンはT+02:54に停止され、ノーズコーンがT+03:47に分離、第2段エンジンはT+08:56に停止し、全てが予定通りだった。ドラゴン宇宙船はT+09:30に第2段から分離し、近地点288 km、遠地点301 kmで軌道傾斜角34.53°のほぼ円形の軌道に到達した。これは目標とした高度300 kmで傾斜角34.5°に近いものだった。
| 回目 | 時刻                     | 結果 | 再準備期間   | 理由                                   | 決定時間                         | 好天確率 (%) | 補足 |
| ---- | ------------------------ | ---- | ------------ | -------------------------------------- | -------------------------------- | ------------ | ---- |
| 1    | 2010年12月8日9:06:00 am  | 中止 | ---          | 打ち上げ遮断機の故障検出による自動停止 | 2010年12月8日9:03:10 am(–2:48前) | 80 %         |      |
| 2    | 2010年12月8日10:43:00 am | 成功 | 0日1時間37分 |                                        |                                  | 80 %         |      |

## 追加のペイロード
ファルコン9は少数のナノサットも輸送した。
それにはアメリカ陸軍の初めてのナノサットである宇宙・ミサイル防衛司令部の30日ミッションの運用ナノサテライト効果（SMDC-ONE）と、やはり軌道上に30日間しか留まらないと予想されているアメリカ国家偵察局提供の2機の3Uバスのキューブサット実験（QbX）を含む、総計8機のキューブサットも含まれていた。
ドラゴン宇宙船内部に搭載された重量バラストの一つは、円盤型のフランス産のル・ブルエールチーズを詰めた金属製の樽だった。このチーズはヴォージュ県ビュニェヴィルで生産されている。これはイギリスのコメディシリーズ『空飛ぶモンティ・パイソン』の「チーズショップスケッチ」に敬意を表して積み込まれたものだった。樽の蓋には1984年のコメディ映画『トップ・シークレット』のポスターからの画像が貼り付けてあった。スペースX社のCEOは、ジョークが会社の業績に影を落とすことを恐れて、着水後の記者会見で貨物の正体を明かさなかった。

## 軌道と帰還

### ドラゴン

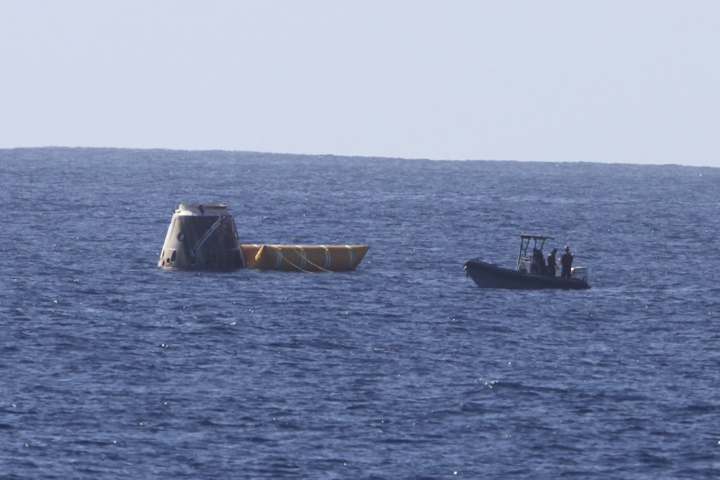
再突入後のドラゴンカプセル

軌道上では、中断のないTDRSデータリンクを維持するため、熱制御や姿勢制御を含む一連の自動テストが実施された。16:15 UTCに、スペースXはTDRSシステムを通じてドラゴンモジュールとのコンタクトを達成したと発表した。計画された2つの軌道の後、宇宙船は軌道離脱燃焼を開始するよう手動で指令され、その結果、3つのパラシュートすべてが正常に展開された後、19:02　UTCにバハ・カリフォルニアの西約800kmの太平洋上に着水した。スペースX社によると、試験目的はすべて達成され、回収船は着水から20分以内に宇宙船を回収するために到着した。宇宙船は目標地点から800m以内に着陸し、60×20kmの回収ゾーン内に収まった。打ち上げから着水まで、実証飛行は3時間19分52秒に及んだ。

### 第2段
第2段エンジンは、ドラゴンカプセルから分離された後、軌道上で再点火された。これによりスペースXは、宇宙空間でのエンジン再点火とLEO（地球低軌道）を超える打ち上げ能力をテストすることで、打ち上げ能力のエンベロープを拡大するという副次的なミッション目標に取り組むことができた。マーリン真空第2段エンジンのノズルは、打ち上げ予定日のわずか数日前に発見された2つの亀裂のために大幅に削られていたにもかかわらず、第2段は高度11,000kmに到達した。